# Autosan H9
L'Autosan H9 est une série d'autobus produite de 1974 à 2006 par le constructeur automobile polonais Autosan.

## Modèles

### Autosan H9-01/02/03/04/07/09/12/15

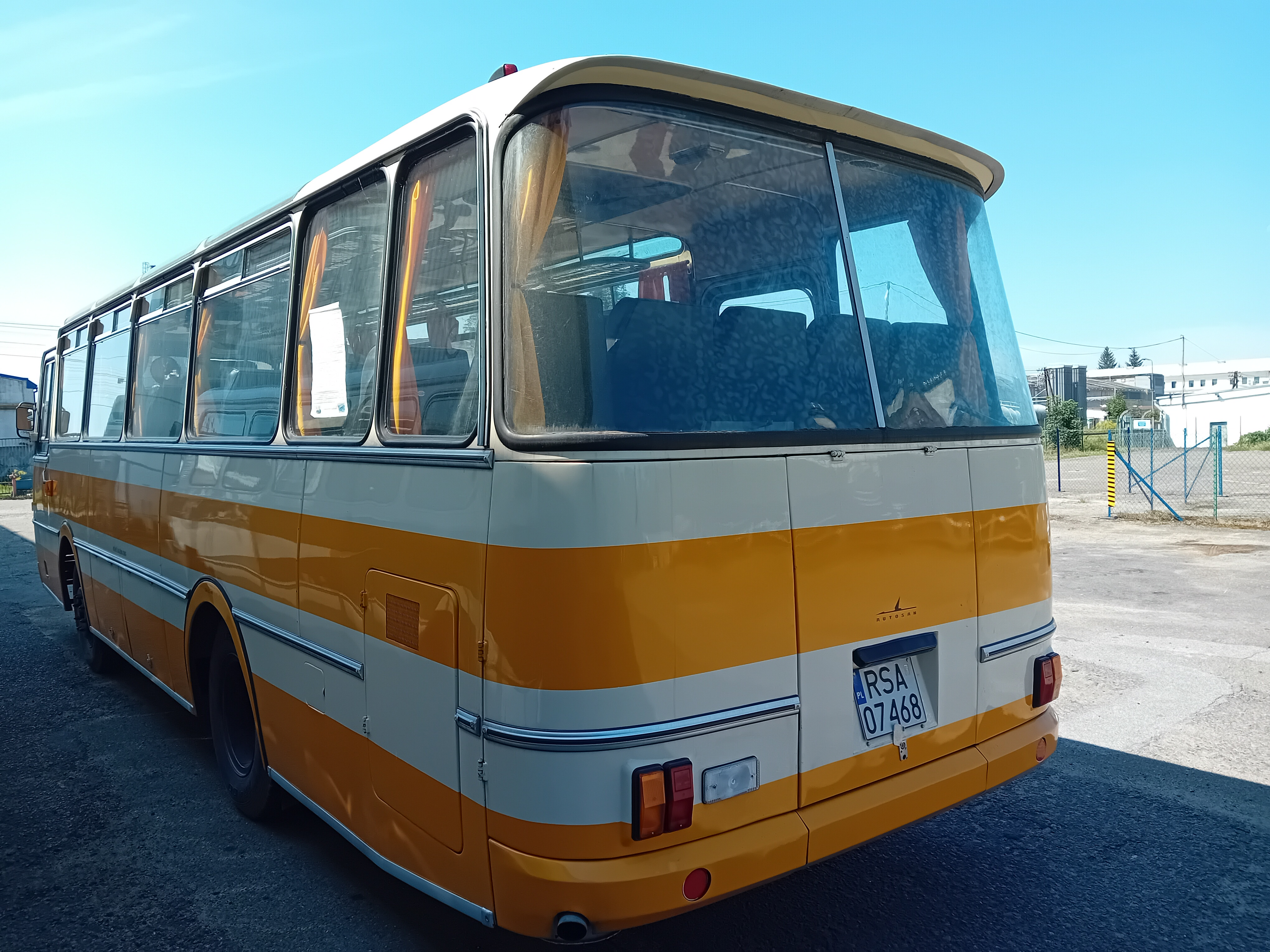
Vue arrière de l'Autosan H9-15.

La conception des autobus commence en 1970 avec le prototype H9-01, un autobus interurbain produit en 51 exemplaires. Sa production commence en 1974 avec deux modèles : le H9-02, équipé d'un moteur 6 cylindres Star S359, et le H9-03, équipé du moteur 6 cylindres Andoria 6C107. Les autres modèles sont le H9-04, H9-07, H9-09, H9-12 et le H9-15 ; le H9-17 est un prototype ayant servi à la création de l'Autosan H10 (en).

### Autosan H9-33/35
La production des autobus urbains de la série H9 commence en 1975 avec la sortie du H9-33 et du H9-35. Des éléments du Jelcz PR100 et de la Polski Fiat 125P ont été importés pour la construction de ces deux modèles. En 1980, l'Autosan H9-33 est retiré du marché à cause de problèmes de puissance. L'Autosan H9-35 est retiré du marché en 2000, ce qui marque la fin de cette série.

### Autosan H9-20/21
En 1980, les autobus H9-20 et le H9-21 sont lancés. 

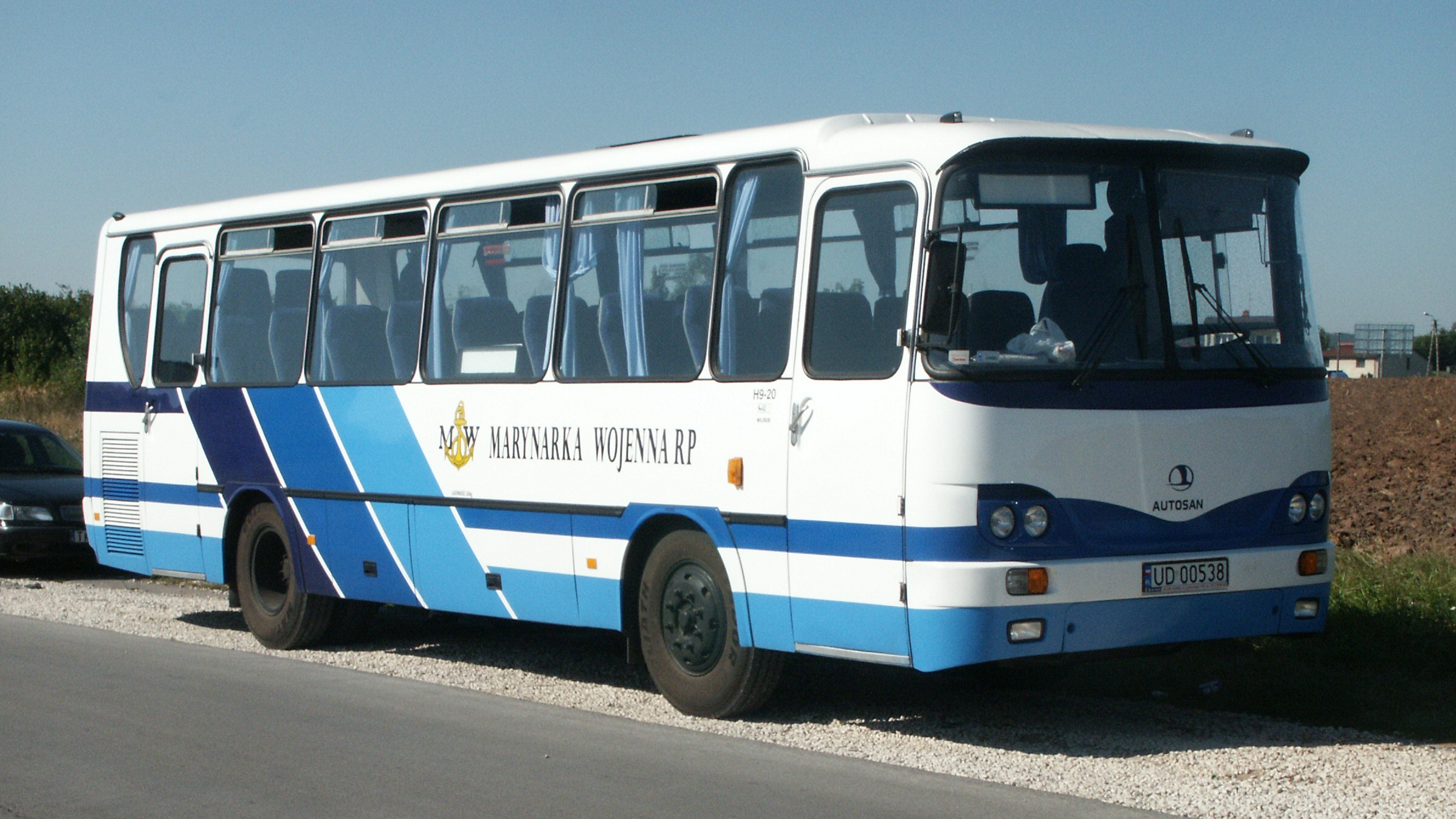
Un Autosan H9-20.

Des variantes apparaissent en 1992 avec les modèles H9-20.41 et H9-21.41 et en 1999 avec le H9-21.41S Kleks.

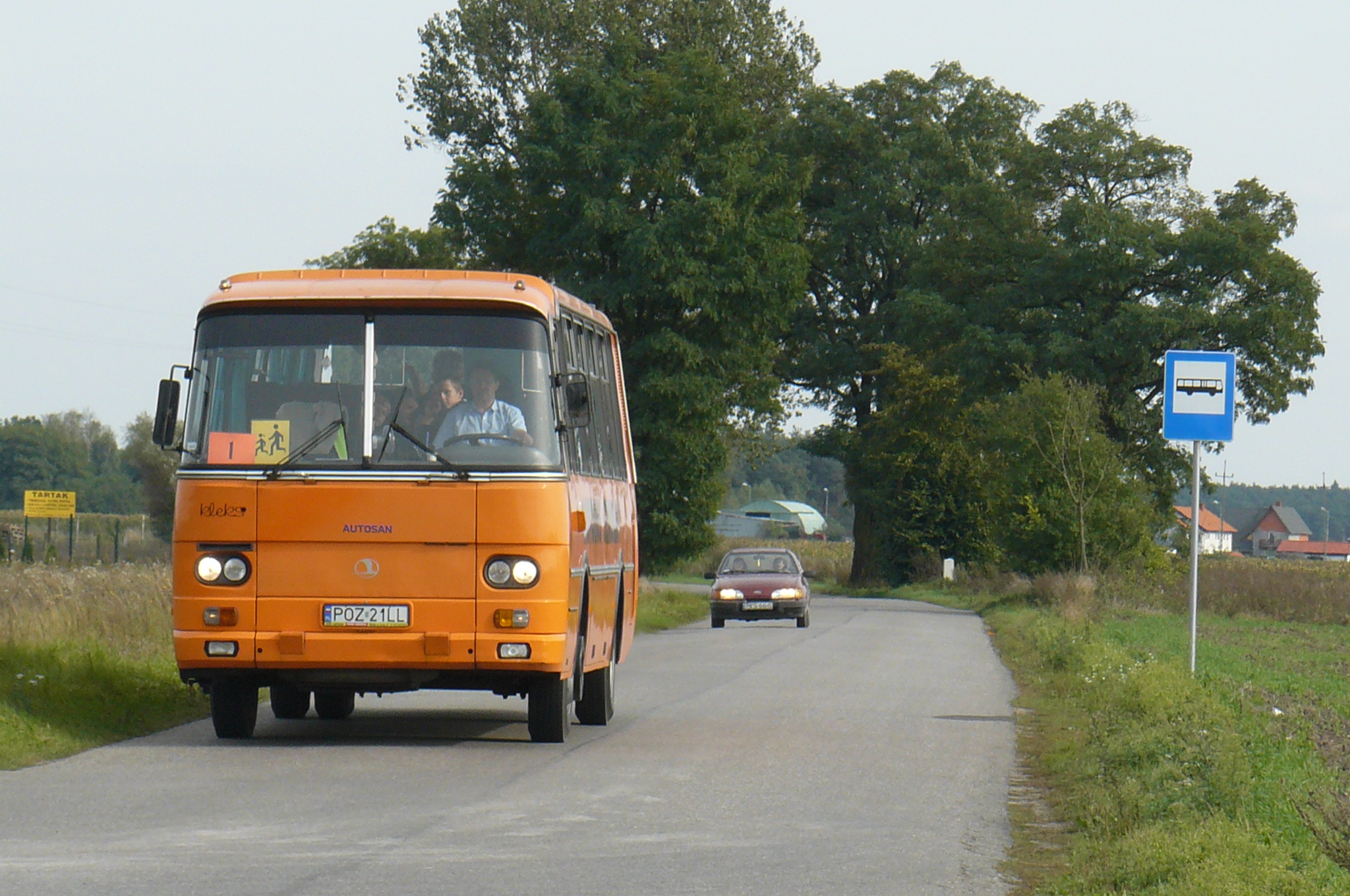
Un Autosan H9-21.41S Kleks.

En 2004, si la série H9 est stoppée, une trentaine d'exemplaires est produite en 2006 pour une entreprise de transport polonaise.